# Marronnier glabre
Aesculus glabra
Espèce
Statut de conservation UICN

 LC  : Préoccupation mineure
Le Marronnier glabre (Aesculus glabra), aussi appelé Pavier de l'Ohio, est une espèce de marronnier (Aesculus) originaire de l'Est de l'Amérique du Nord, où il est appelé « buckeye »(« œil de cerf »), du fait des marques sur ses graines évoquant un œil de cerf.

## Distribution
Son aire de diffusion aux États-Unis va, au Nord, de la Pennsylvanie au Sud-Est du Nebraska, en passant par l'Ohio dont il a pris le nom, et au Sud, du Nord-Est du Texas au Nord de la Géorgie. Il en existe également quelques-uns localisés dans l'extrême Sud-Ouest de l'Ontario et du Québec au Canada.

## Description

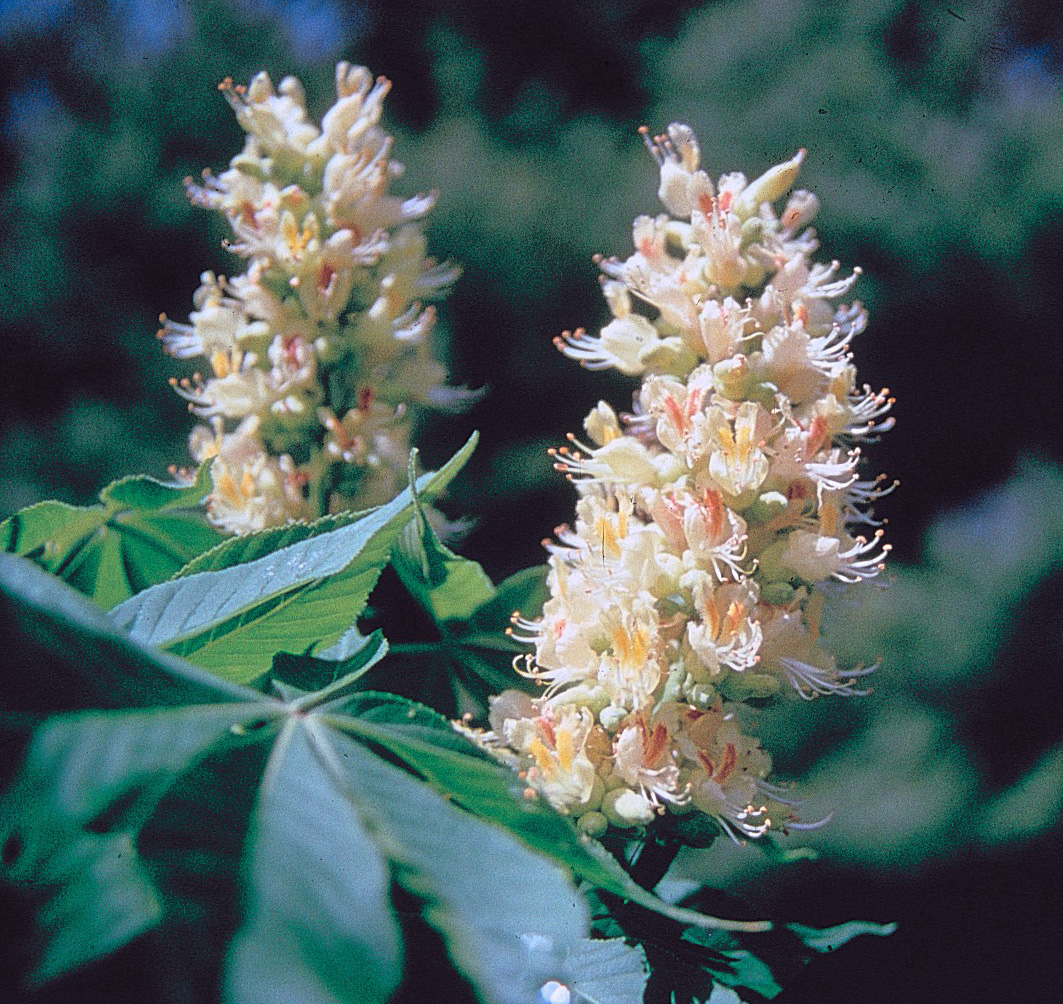
Fleurs du marronnier glabre

Le pavier de l'Ohio est un arbre de taille moyenne à feuilles caduques qui peut atteindre une hauteur de 15 à 25 mètres.
Les feuilles composées-palmées comportent cinq folioles (rarement sept) et mesurent de 8 à 16 cm de long et de large.
Les fleurs regroupées en panicules dressés apparaissent au printemps. De couleur jaune à jaune vert, elles mesurent 2 à 3 cm de long, avec des étamines plus longues que les pétales (caractère qui le distingue du pavier jaune qui a des étamines plus courtes que les pétales). 

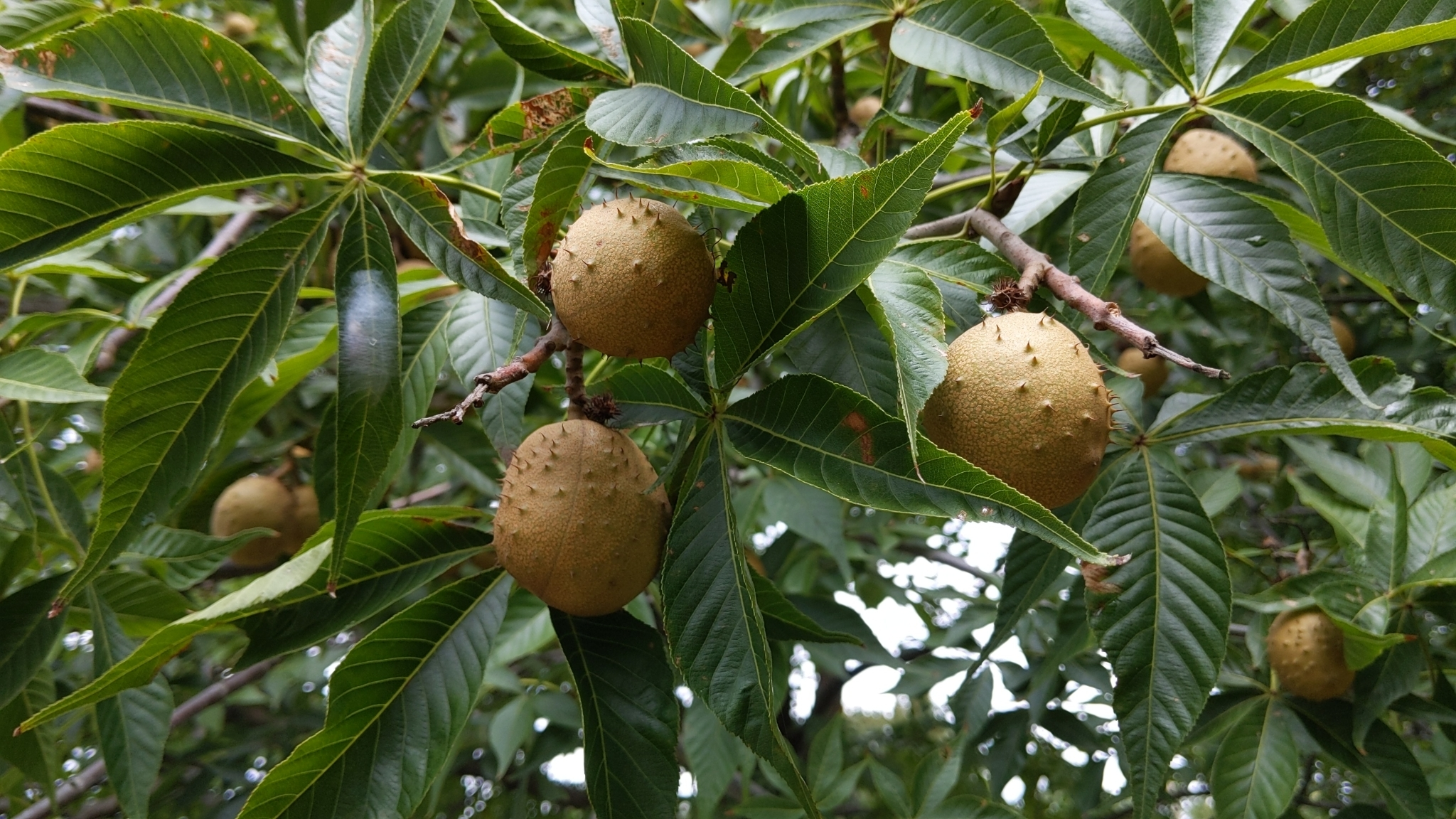
Fruits du marronnier glabre

Le fruit est formé d'une capsule épineuse ronde ou oblongue de 4 à 5 cm de diamètre contenant 1 ou 2 grosses graines brunes de 2 à 3 cm de diamètre avec une cicatrice basale blanchâtre. Ces fruits sont toxiques pour l'homme et le bétail, mais souvent consommés par les écureuils.

## Utilisation et symbolique
Le pavier de l'Ohio est l'arbre officiel de l'Ohio, à qui il donne son surnom (« Buckeye state »). Il est aussi utilisé comme surnom des équipes sportives de l'Université d'État de l'Ohio, en anglais, Buckeyes.

## Liste des sous-espèces et variétés
Selon Tropicos (22 juin 2014) (Attention liste brute contenant possiblement des synonymes) :
- Aesculus glabra subsp. arguta (Buckley) A.E. Murray
- Aesculus glabra subsp. glabra
- Aesculus glabra var. arguta (Buckley) B.L. Rob.
- Aesculus glabra var. buckleyi Sarg.
- Aesculus glabra var. leucodermis Sarg.
- Aesculus glabra var. micrantha Sarg.
- Aesculus glabra var. monticola Sarg.
- Aesculus glabra var. sargentii Rehder
- Aesculus glabra x pavia